# Wild Eyes
"Wild Eyes" é uma canção eletrônica do dueto norueguês Broiler com vocais do cantor belga Ravvel. A canção foi lançado na Noruega, em novembro de 2014, e atingiu o topo da VG-lista, a parada musical oficial da Noruega, na segunda semana após seu lançamento. 

## Paradas musicais

### Gráficos semanais
| Parada (2014–15)                  | Posição |
| --------------------------------- | ------- |
| Áustria (Ö3 Austria Top 75)       | 70      |
| Bélgica (Ultratop 50 de Flandres) | 4       |
| Bélgica (Ultratop 50 da Valônia)  | 25      |
| Dinamarca (Hitlisten)             | 11      |
| Noruega (VG-lista)                | 1       |